# Stipa bavarica
Stipa bavarica là một loài thực vật có hoa trong họ Hòa thảo. Loài này được Martinovský & H.Scholz miêu tả khoa học đầu tiên năm 1968.